# Monopoli artificial

El monopoli artificial es caracteritza per unes barreres d'entrada artificials imposades per l'Estat mitjançant el règim de llicències de protecció de patents i drets d'autor.

Un monopoli artificial és un tipus de monopoli en el qual el monopolista es val d'algun mitjà per impedir que entrin al mercat més productes que els seus. Aquesta definició és aplicable anàlogament al concepte d'oligopoli artificial. Els mitjans de què es pot valer poden anar des de la violència a una forta restricció de la demanda per part dels consumidors, passant per la imposició de barreres d'entrada artificials o de regulació.
Aquests últims, tenen un caràcter fiscal. L'Estat es pot reservar de forma exclusiva algunes produccions o atorgar privilegis a certes empreses o mantenir un règim de concessió de llicències restrictives o protegir patents i drets d'autor essencials per realitzar l'activitat.